# Friedrich August Möbius
Friedrich August Möbius (* 17. Juli 1869 in Annaberg; † 31. Januar 1939 in Braunschweig) war ein deutscher Lehrer und erzgebirgischer Mundartdichter.

## Leben
Möbius war der Sohn der Annaberger Kaufmanns und Zigarrenfabrikanten Friedrich August Möbius. Nach dem Schulbesuch war er als Hilfslehrer tätig und besuchte das Konservatorium für Musik in Dresden, wo er sich zum Stimmlehrer ausbilden ließ. Ab 1932 war Möbius als Lektor für Phonetik, Vortragskunst, Stimm- und Sprachheilkunde an der Hochschule für Lehrerbildung in Braunschweig tätig. März 1932 trat er der NSDAP bei (Mitgliedsnummer 1.171.601). Sein Lehrauftrag wurde 1938 aufgehoben, da er nicht mehr den nationalsozialistischen Vorstellungen eines neuen Lehrertyps entsprach. Er starb wenig später an den Folgen eines operativen Eingriffs.
In seiner Freizeit dichtete er u. a. mehrere Gedichte und Lieder in der Mundart des Westerzgebirges. Am bekanntesten und verbreitetsten wurde das 1905 entstandene Lied auf den Pöhlberg.

## Werke
- Mehrere Publikationen zur deutschen Spracherziehung und phonetischen Heilbehandlung.
- Pöhlberg-Lied